# Baldomero Espartero

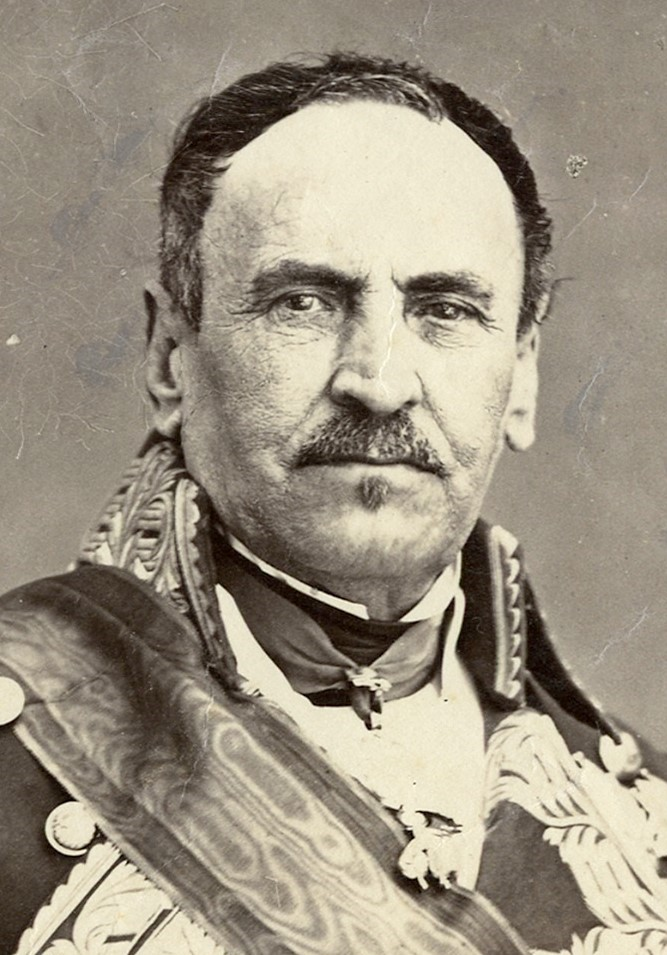
Baldomero Espartero

Joaquín Baldomero Fernández Espartero Álvarez de Toro (* 27. Februar 1792 in Granátula de Calatrava, Provinz Ciudad Real; † 8. Januar 1879 in Logroño) war ein spanischer General und Politiker.
Er war mehrfach spanischer Regierungschef und von 1841 bis 1843 Regent des Landes anstelle der minderjährigen Königin Isabella II. Seit 1837 trug er den Titel Graf von Luchana, seit 1839 war er Herzog de la Victoria und seit 1870 Fürst von Vergara. Aufgrund seiner siegreichen Heerführung im Bürgerkrieg gegen die Carlisten erhielt er den Beinamen „El Pacificador de España“ (dt. Der Befrieder Spaniens).
Obwohl er nicht der erste hochrangige Angehörige des spanischen Militärs war, der mittels eines pronunciamientos in die spanische Politik eingriff, gilt Espartero als bedeutendster Vertreter und vielleicht als Prototyp des spanischen Phänomens der „politischen Generäle“, also von Militärangehörigen, die im Wege eines Staatsstreichs eigenmächtig die ihnen jeweils genehme Politik durchzusetzen suchten und so die Entwicklung politischer Institutionen behinderten. Diese Tradition des Prätorianismus des spanischen Militärs setzte sich von Espartero über O’Donnell, Serrano, Prim und Miguel Primo de Rivera bis hin zu Sanjurjo und Franco fort.

## Leben

### Herkunft und Jugend
Espartero wurde als neuntes Kind eines Stellmachers geboren. Wegen seines schwächlichen Körpers wurde er für den geistlichen Stand bestimmt und besuchte das Seminar von Almagro. Er trat aber nach dem Einfall der napoleonischen Truppen im Jahre 1808 in ein Bataillon Freiwilliger ein, kämpfte im spanischen Unabhängigkeitskrieg und kam in die Militärschule auf der Isla de León bei Cádiz. 1812 wurde er Unterleutnant des in Cádiz befindlichen Ingenieurkorps.

### In Südamerika
1815 nahm er an der Expedition des Generals Pablo Morillo gegen die nach Unabhängigkeit strebenden Kolonien in Südamerika teil. Er wurde Major bei der leichten Infanterie in Peru und zeichnete sich mehrfach so vorteilhaft aus, dass er 1817 zum Oberstleutnant, 1822 zum Oberst und 1823 zum Brigadier befördert wurde. Nach der entscheidenden Niederlage der spanischen Truppen in der Schlacht bei Ayacucho (1824), an der er selbst nicht teilnahm, kehrte Espartero nach Spanien zurück, kam in die Garnison nach Logroño (La Rioja) und heiratete Jacinta Santa Cruz, die Tochter eines reichen Gutsbesitzers.

### Erster Carlistenkrieg (1833–1840)

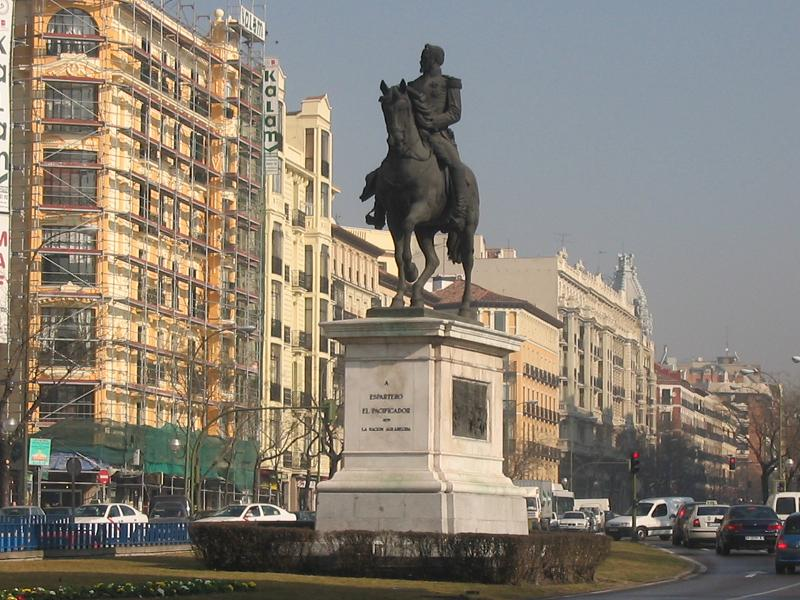
Reiterstatue Esparteros am Retiro-Park von Madrid

Nach dem Tod Ferdinands VII. und der Thronbesteigung von dessen Tochter Isabella 1833 stellte Espartero sich auf die Seite der jungen Königin. Nach dem Ausbruch des Ersten Karlistenkriegs wurde er zum Generalkommandanten der Provinz Vizcaya ernannt, kämpfte jedoch zunächst unglücklich gegen die Generäle Eraso und Zumalacárregui: Im Juni 1835 gerieten bei dem Versuch, Villafranca de Oria von einer Belagerung durch carlistische Truppen zu befreien, 2.000 Soldaten Esparteros in Gefangenschaft, die belagerte Stadt wurde am Folgetag von carlistischen Einheiten eingenommen.
Im September 1835 vertrieben die Cristinos unter führender Mitwirkung Esparteros (nach dem Tod Zumalacárreguis) die Truppen des gegnerischen Thronprätendenten Don Carlos, die Bilbao belagerten. Kurz darauf verließen die Truppen Esparteros Bilbao wieder, um die carlistische Basis in Orduña anzugreifen, das Vorhaben musste jedoch zunächst abgebrochen werden. Im Januar 1836 rückte Espartero erneut auf Bilbao vor, das wiederum von carlistischen Truppen bedroht war, fand aber wenig Widerstand. Im März 1836 erreichten Esparteros Soldaten in der Schlacht von Orduña einen entscheidenden Sieg gegen die Carlisten, der allerdings nicht vollständig ausgenutzt werden konnte, da ein Schneesturm Espartero an der Verfolgung der sich zurückziehenden gegnerischen Truppen hinderte.
Bei der zweiten Belagerung Bilbaos Ende 1836 konnte Espartero als Kommandant von 22.000 Soldaten mit Hilfe britischer Marineeinheiten und Truppen unter de Lacy Evans am 23. Dezember den Nervión unter Umgehung starker carlistischer Truppenkontingente überqueren. Bilbao wurde daraufhin innerhalb von zwei Tagen befreit. Die Regentin Maria Christina verlieh Espartero daraufhin den Titel des Grafen von Luchana, benannt nach dem Ort, an dem Espartero den Nervión überquerte.
1837 leitete Espartero den Feldzug gegen Don Carlos, der sich infolge der wiederholten Niederlage in Bilbao aus seinen Stammlanden in Navarra nach Aragón und Katalonien aufgemacht hatte. Vor Madrid schlugen Esparteros Einheiten diejenigen von Don Carlos, der daraufhin über den Ebro zurückgedrängt wurde.
Espartero vernichtete am 27. April 1838 bei Valladolid die Truppen des carlistischen Generals Grafen Ignacio de Negri und beendete damit die letzte große carlistische Offensive. Am 22. Juni 1838 brachte Espartero General Guergué bei Peñacerrada (südlich von Vitoria) eine vollständige Niederlage bei. General Guergué wurde daraufhin als Kommandant durch den gemäßigten Carlisten General Maroto ersetzt.
In der Folgezeit erlitten die Carlisten weitere Niederlagen, die einen Sieg immer unmöglicher werden ließen. Die militärischen Erfolge der Cristinos besiegelte Espartero durch das Abkommen von Oñate vom 29. August 1839 mit den Gesandten von dem carlistischen General Rafael Maroto und durch die zwei Tage später zwischen Espartero und Maroto erfolgte „Verbrüderung von Vergara“. Maroto hatte wie Espartero in Südamerika gekämpft, beide waren aber dort nie zusammengekommen. Er erreichte mit der Verbrüderung von Vergara die Anerkennung von Rängen und Titeln für beinahe 1.000 carlistische Offiziere. Im Gegenzug legten 20.000 carlistische Kämpfer ihre Waffen nieder. Nur ein kleines Kontingent radikaler Carlisten unter Ramón Cabrera kämpfte weiter. Don Carlos und de Negri flohen nach Frankreich. 1870 wurde Espartero für seine Verdienste von König Amadeus I. kurz nach dessen Krönung zum Fürsten von Vergara erhoben.
1840 konnte Espartero auch die letzten aktiven carlistischen Truppen unter Cabrera im Maestrazgo (bei Berga, Katalonien) vertreiben. Sie zogen nach Frankreich, womit der erste Carlistenkrieg endete.

### Politisches Leben und Regentschaft (1840–1843)

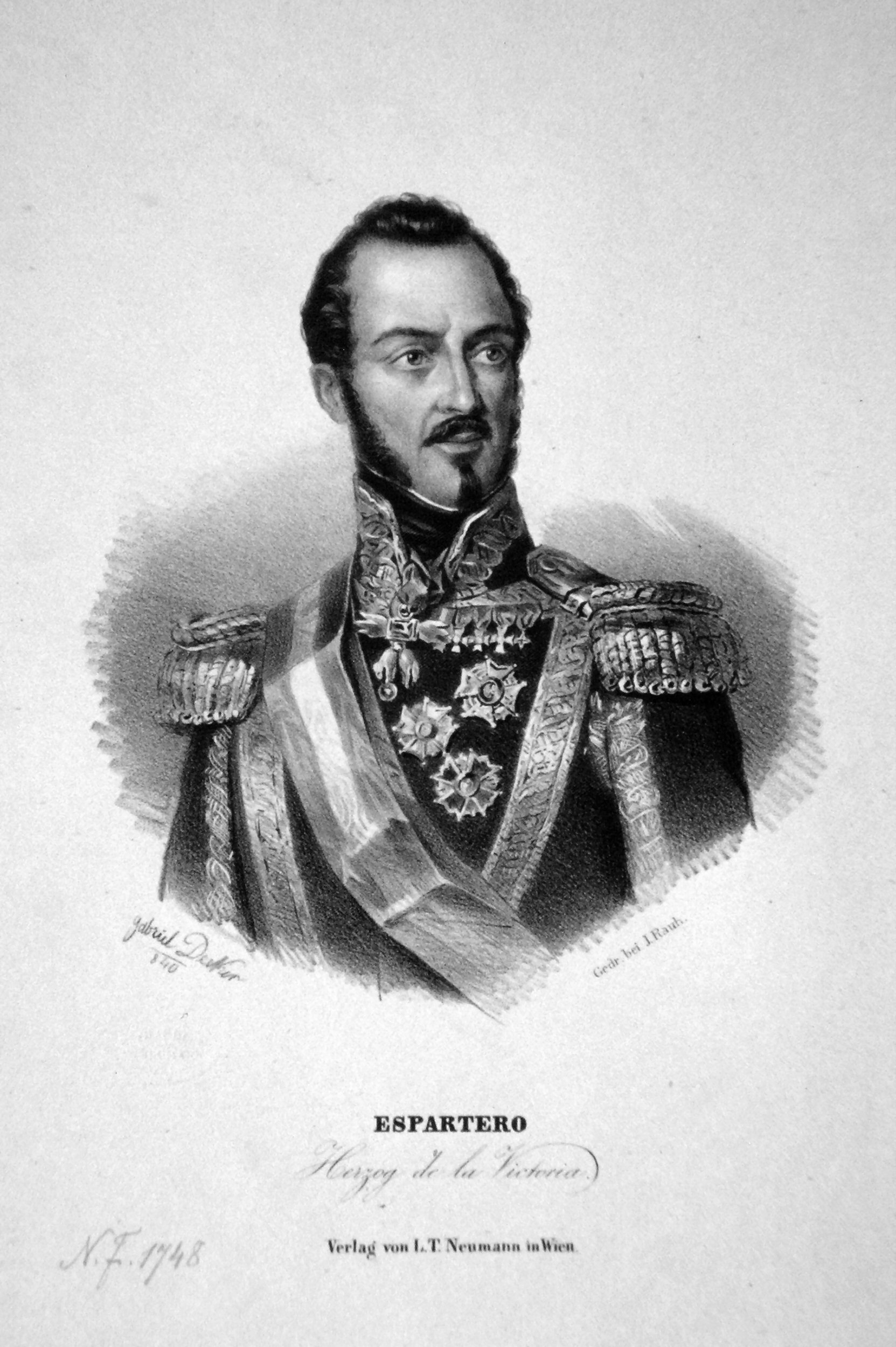
Baldomero Espartero, Lithographie von Gabriel Decker, 1840

Zuvor in der Mitte zwischen der Gemäßigten (moderados) und der „exaltierten“ Partei stehend, schloss er sich, 1837 in die konstituierenden Cortes gewählt, den Exaltados an. Er stand kurz einem Kabinett vor. Auch während der letzten drei Kriegsjahre übte er von seinen verschiedenen Hauptquartieren aus großen Einfluss auf die Politik in Madrid aus und brachte zweimal die amtierende Regierung zugunsten eigener Parteigänger zu Fall.
Als die Regierung 1840 ein Gesetz, das die Mitwirkung bei der Stadtbevölkerung bei der Besetzung der kommunalen Regierungen (Ayuntamientos) sehr beschränkte, bei den Cortes durchsetzte und die regierende Königin Maria Christina das Gesetz unterzeichnete, gleichzeitig aber Espartero mit Unterdrückung des infolgedessen in Katalonien ausgebrochenen Aufstandes beauftragte, erließ Espartero am 7. September ein Manifest, das einen Staatsstreich bedeutete. In diesem forderte er als Bedingungen für seine Zusammenarbeit mit der Regierung die Zurücknahme des Gesetzes über die Ayuntamientos, die Auflösung der Cortes und die Entlassung der Minister.
Er wurde daraufhin von Maria Christina zum Regierungspräsidenten ernannt und mit der Regierungsbildung beauftragt. Nach einem glänzenden Einzug in Madrid begab sich Espartero mit seinen Ministern zu Maria Christina nach Valencia. Die Unterredungen mit der Königin endeten mit deren Abdankung als Regentin am 10. Oktober, worauf Espartero am 18. Mai 1841 durch die Cortes zum Regenten von Spanien erwählt wurde und de facto als Diktator regierte. Er bekämpfte erfolgreich die in Valencia sehr aktiven republikanischen Kräfte, dämpfte den von Leopoldo O’Donnell zugunsten Maria Christinas angezettelten Aufstand in Pamplona und unterdrückte die am 7. Oktober in Madrid ausgebrochene Militärverschwörung von Anhängern Maria Christinas. Später ließ er auch Aufstände republikanischer Kräfte und Putschversuche hart niederschlagen. Unter anderem ließ er auch General Diego de León, einen Helden des Carlistenkrieges, hinrichten. Dieses harte Durchgreifen gegen politische Gegner ließ die Unterstützung für seine Regentschaft abnehmen.
Auch durch seine engen politische Verbindungen zu England verärgerte er die französische Regierung und rief revolutionäre Tendenzen hervor, die in den wiederholten Aufständen von Barcelona zum blutigen Ausbruch kamen. Diese entzündeten sich vor allem an einer drohenden freihändlerischen Handelspolitik Esparteros, die besonders die katalanische Textilindustrie um ihr Bestehen fürchten ließ. Espartero ließ am 3. Dezember 1842 von der Zitadelle über 1000 Kanonenkugeln auf Barcelona abfeuern und nach deren Kapitulation etwa 100 Aufständische hinrichten.
Am 26. Mai 1843 ließ Espartero die Cortes auflösen, da diese zunehmend in Opposition zu seiner Regierung gegangen waren. Die aufgrund einer Amnestie vom 9. Mai 1843 nach Spanien zurückgekehrten Führer der Gemäßigten Partei (Moderados), der Anhänger Maria Christinas, verbanden sich daraufhin mit radikaleren Kräften der Republikaner und Progressisten. In Katalonien (mit erneuten Unruhen in Barcelona), Andalusien, Aragón und Galicien brach daraufhin ein Aufstand gegen den Regenten aus, an dessen Spitze Ramón María Narváez, ein alter persönlicher Feind Esparteros, und General Serrano standen. Nach ihrem Sieg über die Partei des Regenten zog Narváez am 22. Juli 1843 in Madrid ein.

### Exil und Rückkehr, „Progressistisches Biennium“
Nach dem Triumph seiner Gegner schiffte sich Espartero in Cádiz auf einem Linienschiff nach England ein, wo er bis 1848 in London im Exil lebte. 1848 wurde er rehabilitiert und kehrte er nach Spanien zurück. Er nahm am 13. Januar 1849 seinen Sitz im Senat ein, zog sich aber infolge einer Spannung mit dem Hof im Februar nach Logroño zurück und lebte hier zurückgezogen, bis im Juni 1854 eine progressistische Erhebung unter Leitung O’Donnells die Regierung stürzte.
Um ihren Thron zu retten, musste sich die Königin mit dem ehemaligen Regenten Espartero arrangieren und ernannte ihn am 19. Juli zum Regierungspräsidenten. Espartero hielt darauf einen glänzenden Einzug in Madrid und versuchte die verschiedenen liberalen Fraktionen unter seiner Führung zu verschmelzen. Die Zeit des Experiments der Machtteilung zwischen O’Donnell und Espartero seit 1854 ging als Bienio Progresista (dt. „Progressistische zwei Jahre“) in die spanische Geschichte ein.

### Rückzug ins Privatleben
Da die dauerhafte Einigung der Liberalen nicht gelang und Espartero Reformbestrebungen und dem politischen Führungsanspruch O’Donnells nicht ihren Vorstellungen entsprechend befriedigen konnte und wollte, legte er am 14. Juli 1856 sein Amt nieder und zog sich erneut nach Logroño ins Privatleben zurück.
1868 bot ihm Juan Prim nach der Vertreibung der Königin Isabella II. und einer erfolglosen Königssuche sogar die Königskrone an; Espartero lehnte ab.  Auch in den Jahren bis zu seinem Tod 1878 lebte Espartero zurückgezogen in Logroño und kehrte freiwillig nicht mehr auf die Bühne der Politik zurück, obwohl er von liberalen Politikern wiederholt dazu aufgefordert wurde.
Er wurde in der Kirche Santa María de la Redonda in Logroño bestattet.

### Biografie
- Adrian Shubert: The Sword of Luchana. Baldomero Espartero and the Making of Modern Spain 1793–1879. University of Toronto Press, Toronto 2021, ISBN 978-1-4875-0860-9.

### Lexika
- Espartero, Baldomero. In: Miguel Artola (Hrsg.): Enciclopedia de Historia de España. Band IV: Diccionario biográfico. Alianza Editorial, Madrid 1991, ISBN 84-206-5240-7, S. 280 f.
- A. E. Houghton: Espartero, Baldomero. In: Encyclopædia Britannica. 11. Auflage. Band 9: Edwardes – Evangelical Association. London 1910, S. 772–773 (englisch, Volltext [Wikisource]).
- Espartēro, Baldomoro. In: Meyers Konversations-Lexikon. 4. Auflage. Band 5, Verlag des Bibliographischen Instituts, Leipzig/Wien 1885–1892,  S. 851–852.

### Zeitgenössische Fundstücke
- Espartēro. In: Heinrich August Pierer, Julius Löbe (Hrsg.): Universal-Lexikon der Gegenwart und Vergangenheit. 4. Auflage. Band 5: Deutschland–Euromos. Altenburg 1858, S. 895–896 (Digitalisat. zeno.org).
- Espartero. In: Illustrirte Zeitung. Nr. 4. J. J. Weber, Leipzig 22. Juli 1843, S. 49–51 (Wikisource).
- Espartero’s Erhebung und Sturz. In: Illustrirte Zeitung. Nr. 28. J. J. Weber, Leipzig 8. Januar 1844, S. 19–23 (Digitalisat in der Google-Buchsuche).